# Бадонвилије Жеровилије
Бадонвилије Жеровилије (фр. Badonvilliers-Gérauvilliers) насеље је и општина у североисточној Француској у региону Лорена, у департману Меза која припада префектури Комерси.
По подацима из 2011. године у општини је живело 143 становника, а густина насељености је износила 6,8 становника/km². Општина се простире на површини од 21,03 km². Налази се на средњој надморској висини од 415 метара (максималној 401 m, а минималној 309 m).

## Демографија
| 1962. | 1968. | 1975. | 1982. | 1990. | 1999. | 2011. |
| ----- | ----- | ----- | ----- | ----- | ----- | ----- |
| 180   | 182   | 160   | 125   | 126   | 131   | 143   |

График промене броја становника у току последњих година